# Cam Tư (huyện)
Cam Tư (chữ Hán giản thể: 甘孜县, tiếng Tạng: dkar-mdzes, Hán Việt: Cam Tư huyện) là một huyện thuộc Châu tự trị dân tộc Tạng Cam Tư, tỉnh Tứ Xuyên, Cộng hòa Nhân dân Trung Hoa. Huyện này có diện tích 7364 km2, dân số khoảng 56.000 người. Cam Tư có độ cao tương đối so với mực nước biển từ 3325–5688 m. Huyện Cam Tư có 1 trấn và 21 hương. Huyện lỵ đóng ở trấn Cam Tư. Cam Tư có các chùa: Cam Tư Tự, Đại Kim Tự, Bạch Nhật Tự.